# Зимни олимпийски игри 2002
XIX зимни олимпийски игри са проведени през 2002 година в Солт Лейк Сити, щата Юта в САЩ. Другите градове кандидати са Квебек (Канада), Сион (Швейцария) и Йостершунд (Швеция). Солт Лейк Сити е избран за домакин на игрите на 16 юни 1995, на 104-тата сесия на МОК в Будапеща. Олимпийските обекти са разпръснати около Солт Лейк Сити и близките планини, спортистите са настанени в олимпийското село в Университета на Юта.
Игрите се провеждат при изключително засилени мерки за сигурност, тъй като атентатите на 11 септември 2001 г. са се случили едва пет месеца по-рано. 
Олимпийският огън е запален от хокейния отбор на САЩ, спечелил хокейния турнир на Олимпиадата в Лейк Плесид през 1980 година. 
Новият президент на МОК Жак Рох засилва борбата срещу допинга. За употреба са дисквалифицирани две от най-добрите състезателки на Русия – Олга Данилова и Лариса Лазутина, както и испанският ски бегач Йохан Мюлег, комуто са отнети титлите на 20 км преследване и на 50 км. След дисквалификацията на Йохан Мюлег са присъдени два златни медала. И двата отиват при представители на Норвегия – Томас Олсгард и Фроде Естил, които завършват състезанието с абсолютно равен резултат. 

## Важни моменти
- Това са първите олимпийски игри, проведени в САЩ, които са открити от президента на страната. Спортист на игрите безспорно е норвежецът Оле Ейнар Бьорндален, който печели и 4-те златни медала в състезанията на мъжкия биатлон (10 km, 12,5 km, 20 km, 4 x 7,5 km щафета) и то по безапелационен начин. Симон Аман от Швейцария прави дубъл при ски скачачите, като печели състезанията и на голямата (120 м), и на малката шанца (90 м). Хърватската алпийка Яница Костелич печели три златни и един сребърен медал, които са първите за страната от зимни олимпиади. Герой е и друг норвежец – алпиецът Киетил Андре Аамод, който печели два златни и един сребърен медал, като златото му от супер-гигантския слалом е второто му такова след игрите през 1992 г., а той на следващата олимпиада (14 години след първата) отново спечелва тази титла.
- Скелетонът се завръща в програмата на игрите, където за последно е бил на зимните олимпийски игри през 1948.
- Китай печели първите си златни медали в зимни олимпийски игри благодарение на титлите в шорттрека на Янг Янг (А).
- Един от най-запомнящите се моменти на игрите се случва на трасето за шорттрек. Австралиецът Стивън Бредбъри, носител на бронзов медал с щафетата на страната си от Олимпиадата в Лилехамер 1994, далеч не е сочен сред фаворитите. Той изостава още в полуфиналната серия, но все пак успява да се класира за финала след като съперниците му се сблъскват. На финала той също е далеч от темпото на съперниците си, но най-неочаквано и четиримата други участници се сблъскват, оставяйки го съвсем необезпокояван да пресече финалната линия и така да вземе най-неочаквания златен медал на игрите. Това е не само първото злато за Австралия, а и първото за която и да е страна от Южното полукълбо в историята на зимните олимпийски игри.
- И двете титли в хокея на лед отиват при отборите на Канада, които във финалите и при мъжете и при жените побеждават представителните отбори на САЩ.
- Норвегия печели в класирането по медали със своите 13 титли. Германия е страната с най-много медали – 36.

## Проблеми около игрите
Непосредствено преди началото на олимпийските игри няколко члена на МОК са принудени да напуснат организацията след разкритията, че са приемали неуместно скъпи подаръци в замяна на гласа си за Солт Лейк Сити. 
През първата седмица от състезанията по фигурно пързаляне оценките на френски съдия са отменени, в резултат на което канадската двойка също получава златни медали заедно със станалите преди това шампиони Елена Бережная и Антон Сикуралидзе от Русия.
Много участници в състезанията по шорттрек и ски бягане са дисквалифицирани по различни съображения (включително заловени с допинг руски ски бегачки, заради чието наказание Русия заплашва да напусне игрите).

## Българското участие
Представянето на България (26 души) е забележително, защото за първи път български спортисти печелят в зимни игри повече от един медал. Евгения Раданова (шорттрек) извоюва два медала – сребърен на 500 м и бронзов на 1500 м, а Ирина Никулчина (биатлон) – бронзов медал в дисциплината 10 км преследване. Женската щафета (биатлон) в състав Павлина Филипова, Ирина Никулчина, Ива Карагьозова и Екатерина Дафовска е четвърта, а във фигурното пързаляне танцовата двойка Албена Денкова и Максим Ставийски се класира на седмо място. 